# Perfetti Van Melle
Perfetti Van Melle és un grup italià fabricant de caramels i xiclets. Va ser fundat el 2001 després de l'adquisició de la neerlandesa Van Melle pel grup italià Perfetti Spa. El 2006, el grup va adquirir la companyia espanyola Chupa Chups. És una de les majors indústries confiteres del món, darrere de la Mondelēz International i de la Mars, Inc. Perfetti. El 2016 comercialitzava els productes Chupa Chups, Fruittella, Mentos, i Smint.